# Pilea peperomioides
Pilea peperomioides, conocida también como planta china del dinero, planta lefse, planta misionera o planta OVNI, es una planta nativa de la provincia de Yunnan, ubicada al sur de China. Esta planta se caracteriza por tener hojas redondas, peltadas y de color verde oscuro de unos 10 cm de diámetro en un largo peciolo.
Pilea peperomioides fue recolectada por primera vez por George Forrest en 1906 y nuevamente en 1910 en las montañas Diancang al oeste de la ciudad de Dali en la provincia de Yunnan.
En 1945 la especie fue redescubierta por el misionero noruego Agnar Espegren en la provincia de Yunnan cuando estaba huyendo de la provincia de Hunan. Espegren llevó algunos cortes con él a Noruega, en camino desde India, y en 1946 fue esparcida en Escandinavia.
Ideales para su cultivo ornamental en espacios domésticos interiores, la pilea peperomioides aguanta temperaturas de hasta 10 °C. Prefiere sustratos drenantes con abundante corteza de pino y perlita. Su riego se recomienda tan solo cuando el sustrato esté seco. En muchos casos, la propia planta muestra signos del momento idóneo para regar: hojas caídas y un tanto enrolladas sobre sí mismas. La reproducción doméstica más habitual y eficaz consiste en cortar y plantar los denominados hijuelos que van naciendo alrededor de la planta madre.